# Demervallei
De Demervallei is een Natura 2000-gebied (habitatrichtlijngebied BE2400014 en vogelrichtlijngebied BE222316) in Vlaanderen. Het gebied ligt in de vallei van de Demer in de provincies Vlaams-Brabant, Limburg, Antwerpen. De Demervallei is een brede, diep ingesneden vallei met een natuurlijk kronkelende (meanderende) rivier, uitgestrekte moerasgebieden, graslanden en bossen. De zuidzijde van het gebied is afgebakend door een reeks zandsteenheuvels (Diestiaanheuvels), die typisch zijn voor het Hageland.
In het gebied komen achttien Europees beschermde habitattypes voor: blauwgraslanden, droge heide, droge heide op jonge zandafzettingen, eiken-beukenbossen op zure bodems, essen-eikenbossen zonder wilde hyacint, galigaanvegetaties, glanshaver- en grote vossenstaartgraslanden, heischrale graslanden en soortenrijke graslanden van zure bodems, ondiepe beken en rivieren met goede structuur en watervegetaties, open graslanden op landduinen, oude eiken-berkenbossen op zeer voedselarm land, slenken en plagplekken op vochtige bodems in de heide, valleibossen, elzenbroekbossen en zachthoutooibossen, vochtige tot natte heide, voedselarme tot matig voedselarme verlandingsvegetaties, voedselarme tot matig voedselarme wateren met droogvallende oevers, voedselrijke, gebufferde waters met rijke waterplantvegetatie, voedselrijke, soortenrijke ruigtes langs waterlopen en boszomen.
Er komen eenentwintig Europees beschermde diersoorten voor in het gebied: bittervoorn, blauwborst, bruine kiekendief, drijvende waterweegbree, grauwe klauwier, grote modderkruiper, grote zilverreiger, ijsvogel, kamsalamander, kleine zilverreiger, krakeend, kruipend moerasscherm, kwartelkoning, laatvlieger, poelkikker, porseleinhoen, roerdomp, rosse vleermuis, Spaanse vlag, wespendief, zwarte specht.
Gebieden die deel uitmaken van het Natura 2000-gebied zijn onder andere: Averbode bos & heide, Gerhagen, Pinnekenswijer, Demerbroeken, Vorsdonkbos, Krekelbroek, Messelbroek, Vierkensbroek, Doodbroek, Vallei van de Drie Beken, Willebroek, Brelaar, Hooilandse Berg, Dassenaarde, Wijgmaalbroek, Gevel, Molenheide (Aarschot), Achter Schoonhoven, Webbekoms Broek, Borchbeemden (Rotbroek, Gorenbroek, Sint-Jansberg), Leunen, Lobos, Schulensbroek, 's-Hertogenheide, Kloesebos, Eikelberg, Meren, Kalsterbos, Rosse Beemden.
In het gebied wordt het Life-project 'Demerdelta' uitgevoerd, waarbij de open valleigraslandbiotoop hersteld wordt.

## Afbeeldingen

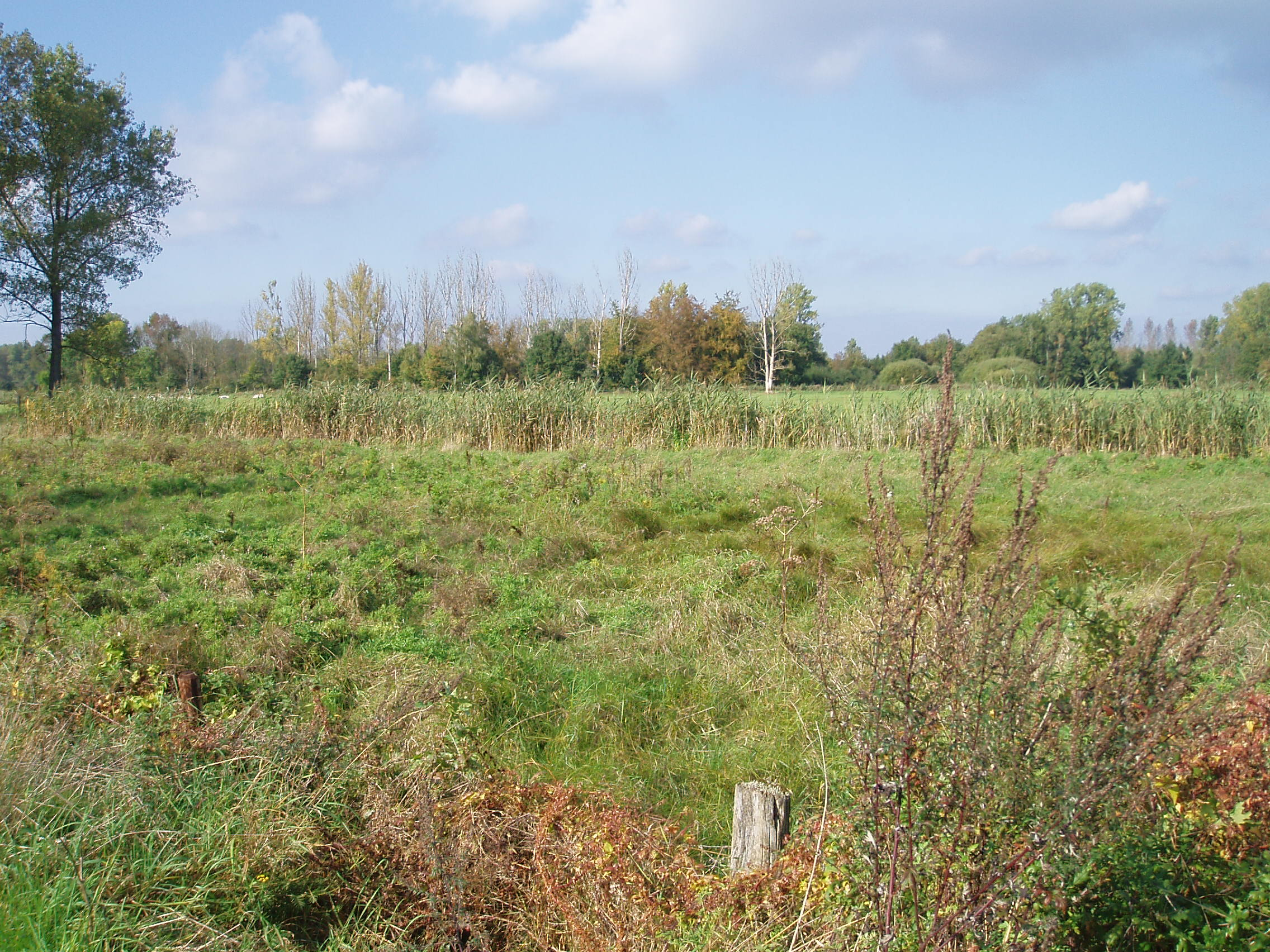
Demerbroeken
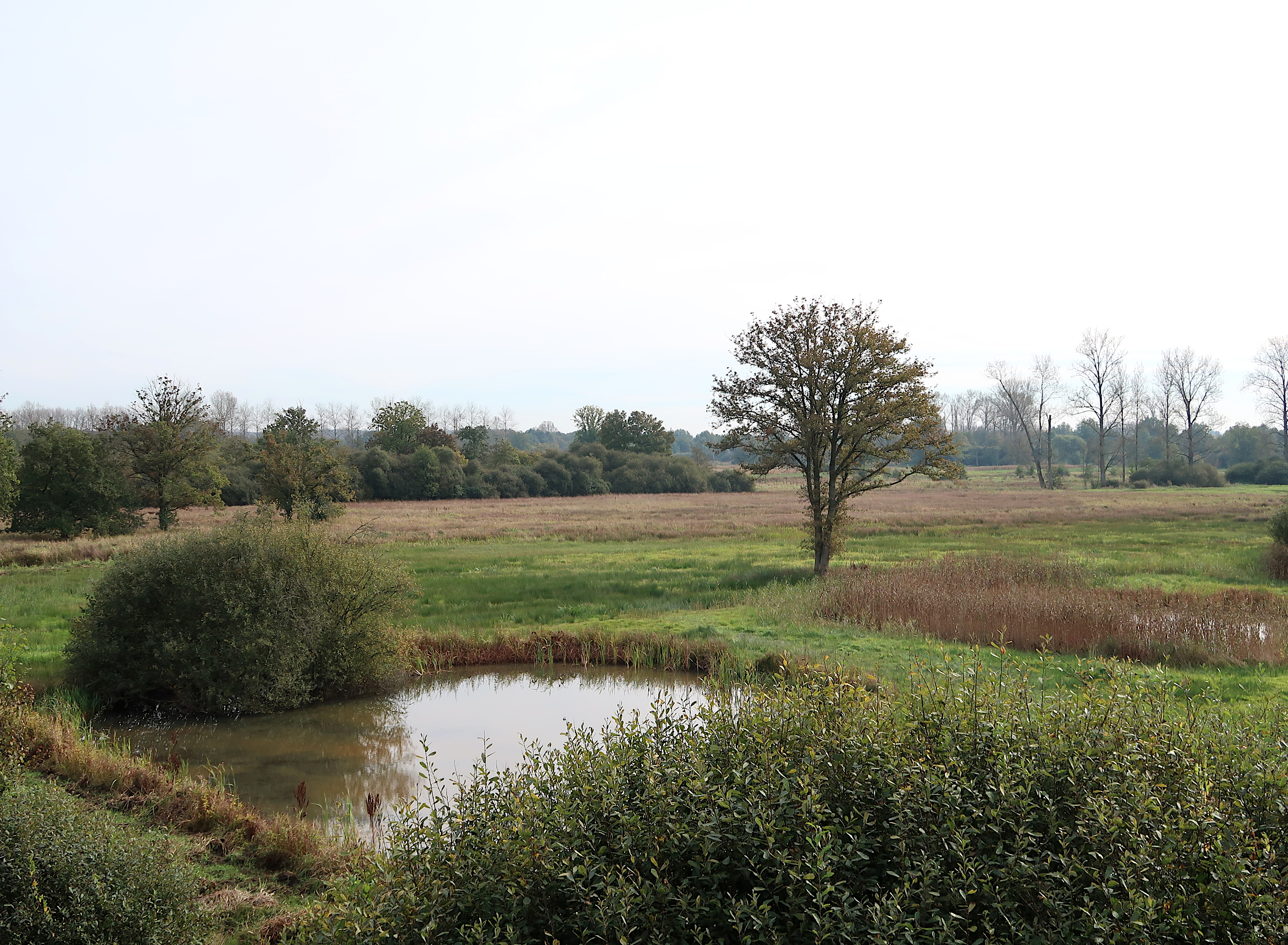
Vierkensbroek
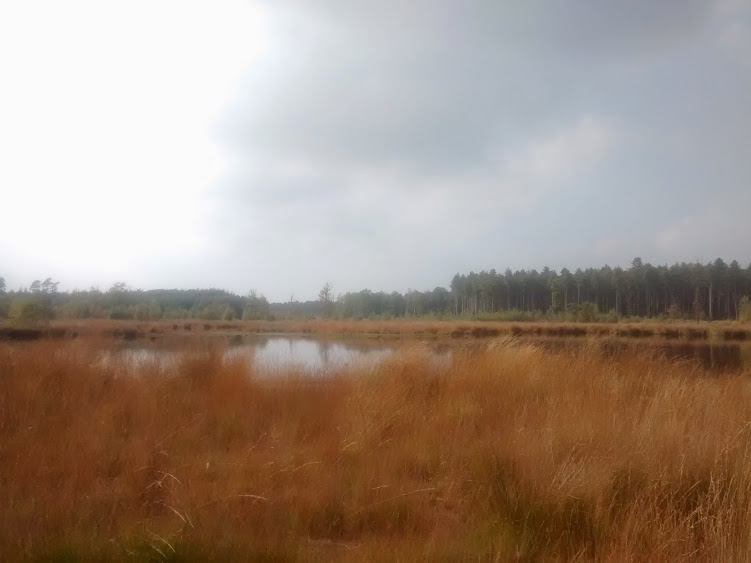
Averbode bos & heide
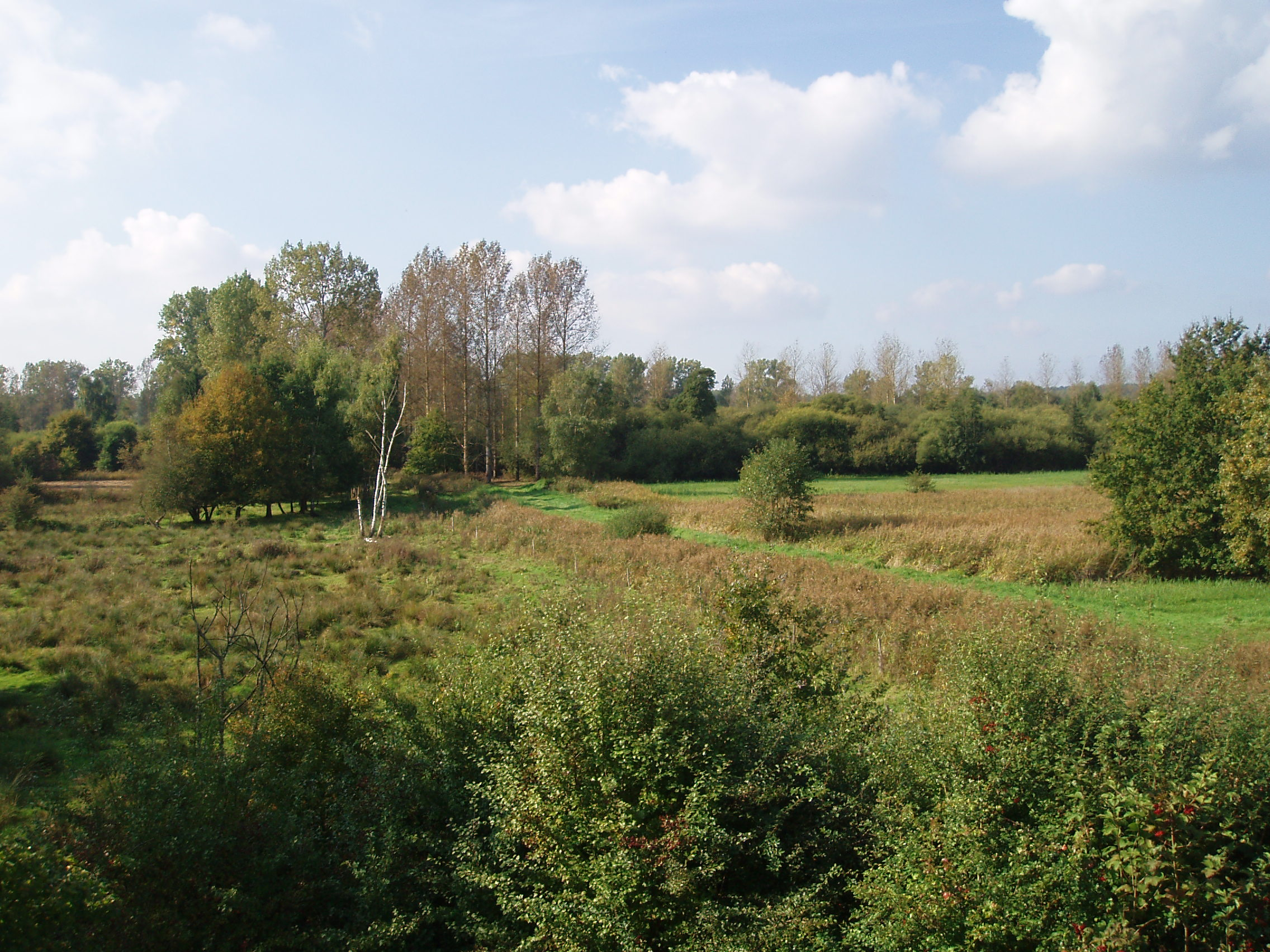
Demerbroeken
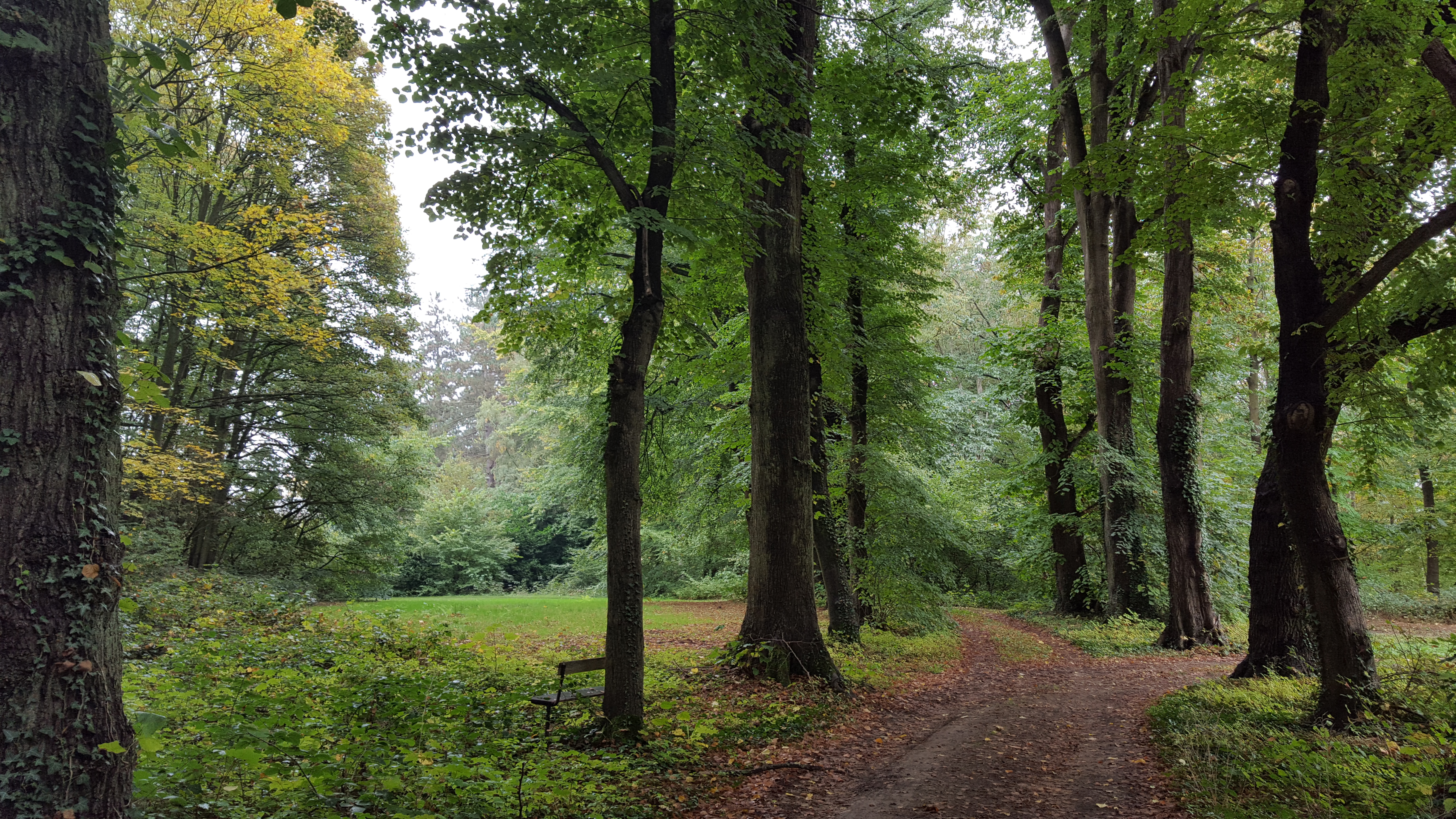
Sint-Jansberg
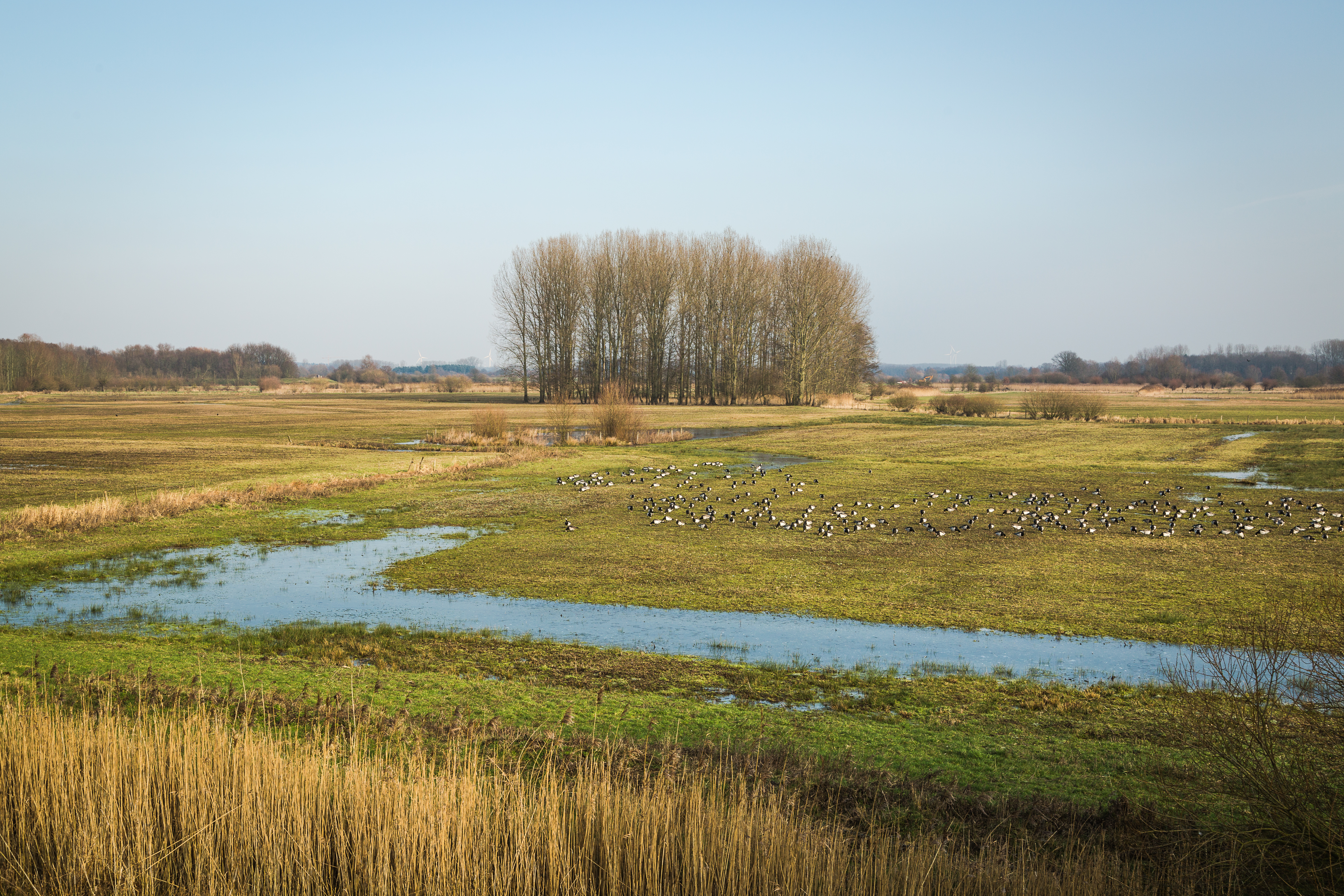
Schulensbroek
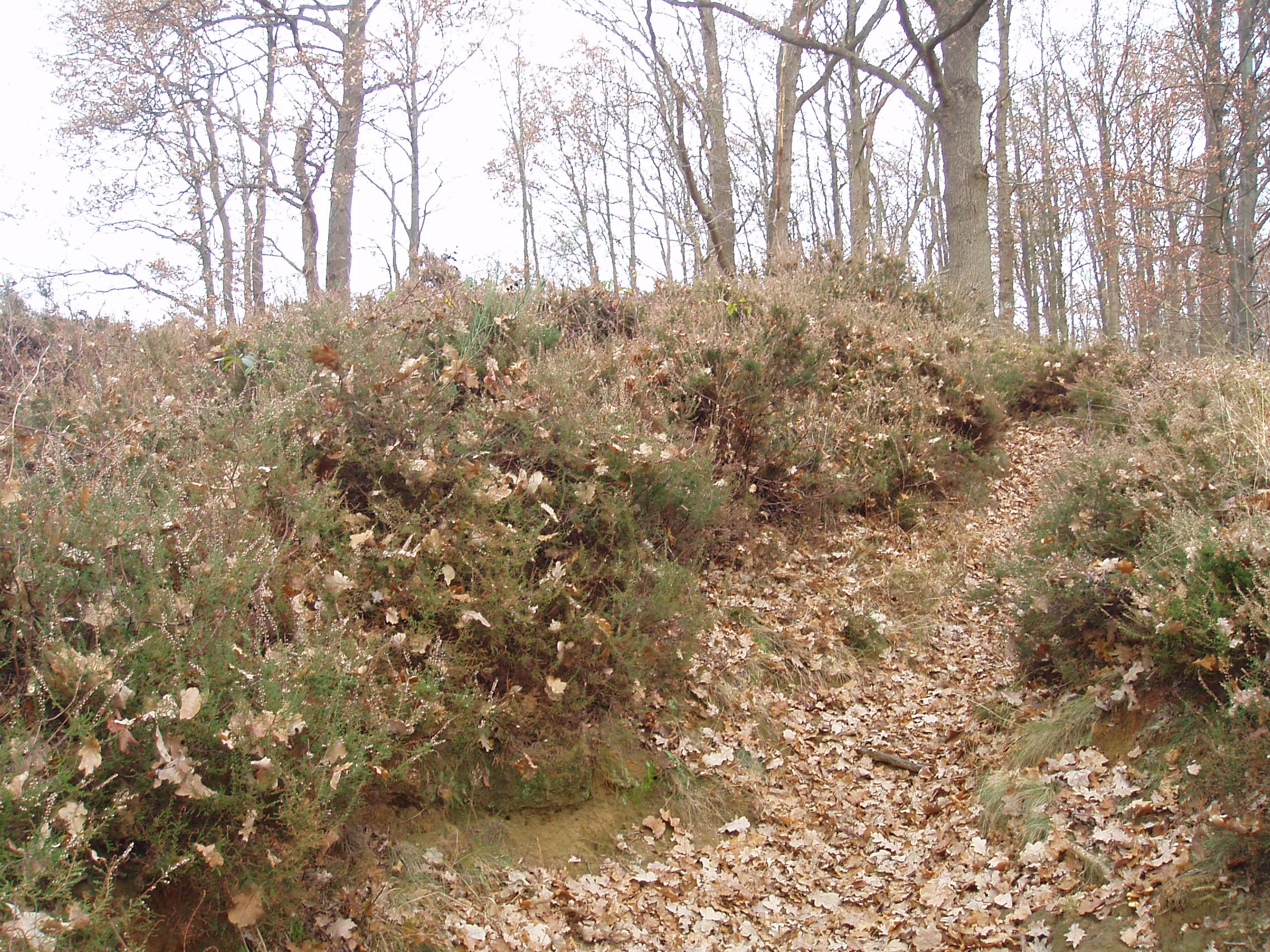
Eikelberg
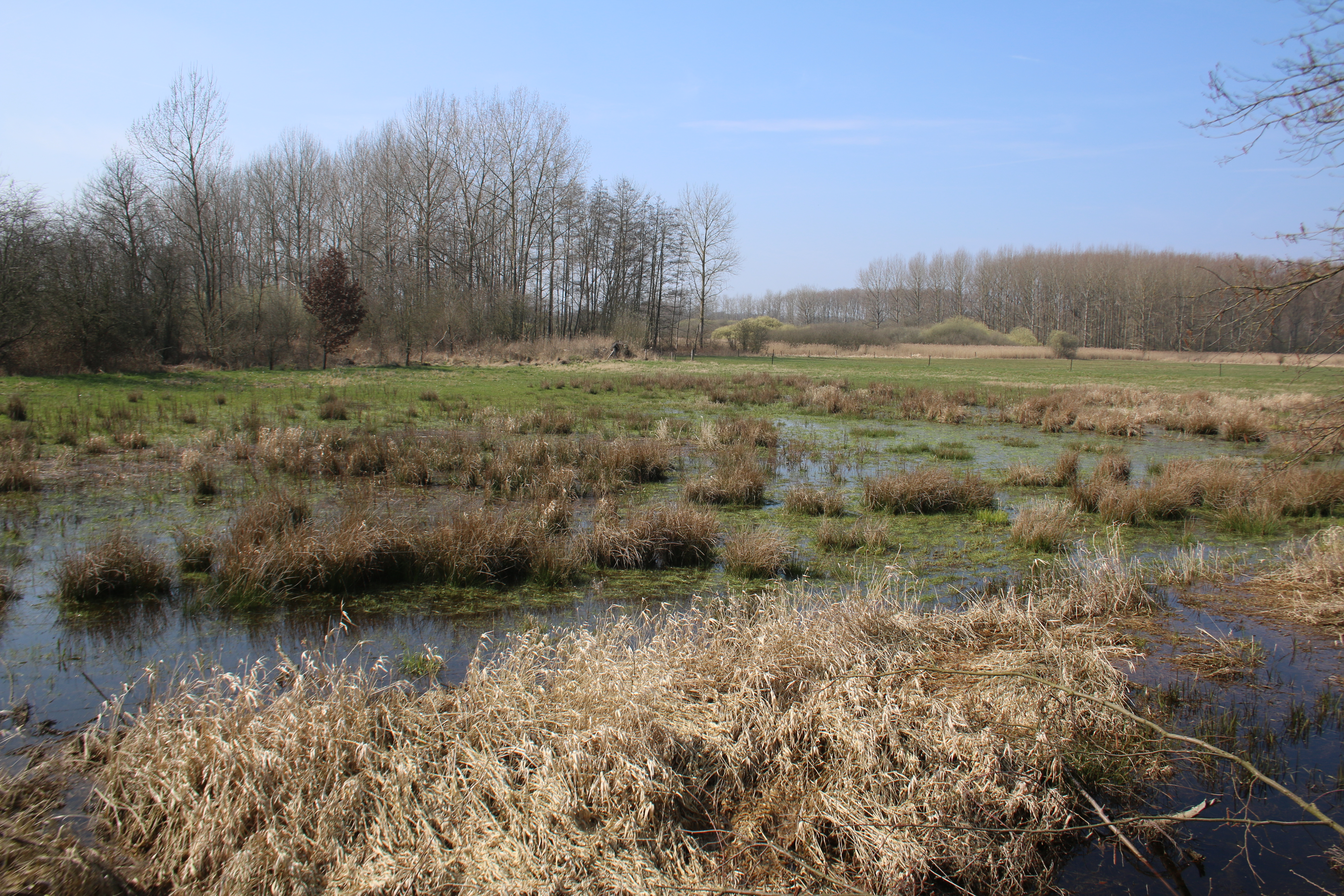
Webbekoms Broek
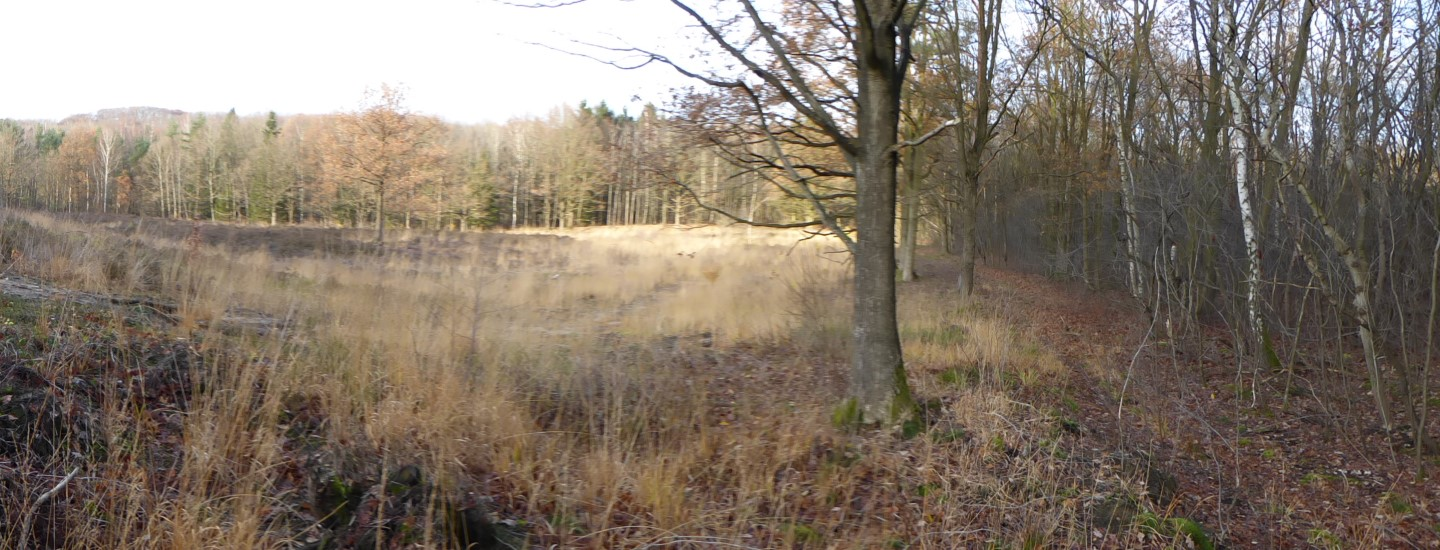
's Hertogenheide